# Timothy Raison
Timothy Hugh Francis Raison (3 novembre 1929 - 3 novembre 2011) est un homme politique conservateur britannique.

## Jeunesse et éducation
Il est le fils de l'éditeur et rédacteur en chef Maxwell Raison, directeur général de Picture Post, et sa femme Celia, et fait ses études, en étant boursier, dans deux écoles indépendantes. D'abord à Dragon School à Oxford, où il est devenu head of school. De là, il obtient une bourse au Collège d'Eton près de Windsor, Berkshire, puis à Christ Church à l'Université d'Oxford.

## Carrière
Raison commence sa carrière en tant que journaliste, travaillant d'abord au Picture Post (dont son père est rédacteur en chef), puis au New Scientist. Pendant qu'il est à New Scientist, il écrit aussi dans le Crossbow, le journal du Groupe Bow (un groupe de centre-droit au sein du Parti Conservateur).
En 1960, il reçoit le prix Nansen pour les réfugiés, qui est décerné chaque année par le Haut Commissariat des Nations unies pour les réfugiés en reconnaissance du service exceptionnel à la cause des réfugiés. Il dirige le magazine de sciences sociales New Society de 1962 à 1968 et est député d'Aylesbury de 1970 jusqu'à sa retraite en 1992. Il sert en tant que Ministre junior de l'Éducation et des Sciences (1973–1974).
Raison est ministre au ministère de l'Intérieur de 1979 à 1983, sous la direction de William Stephen Whitelaw, alors ministre de l'Intérieur. Il est ensuite ministre du développement outre-mer (1983-1986).
En 1956, Raison épouse Veldes Julia, professeur de violon, fille de John Arthur Pepys Charrington, président de la brasserie Charrington et maître de la Worshipful Company of Brewers en 1952, et ont un fils et trois filles ,.